# Умбілікарія багатолистоподібна
Умбілікарія багатолистоподібна (Umbilicaria subpolyphylla) — вид лишайників родини Умбілікарієві (Umbilicariaceae).

## Поширення
Вид є ендеміком України, відоме єдине місцезнаходження у Володарському районі Донецької області.

## Морфологія
Слань завширшки 2–3 см, листувата, шкіряста, моно- або поліфільна; прикріплена до субстрату центральним гомфом. Поверхня слані сірувато- або оливковобурувата, матова, зморшкувата, знизу — гола, чорна, іноді з бурими плямами. Апотеції невідомі. Розмножується вегетативно (за допомогою лускоподібних виростів — бруньок, які утворюються на поверхні слані).

## Екологія
Росте на добре освітлених прямовисних поверхнях гранітних брил.

## Охорона
Вид занесений до Червоної книги України зі статусом «Рідкісний». Охроняється у заповіднику «Кам'яні Могили» (у межах Володарського району).